# Museu Memorial Kodansha Noma

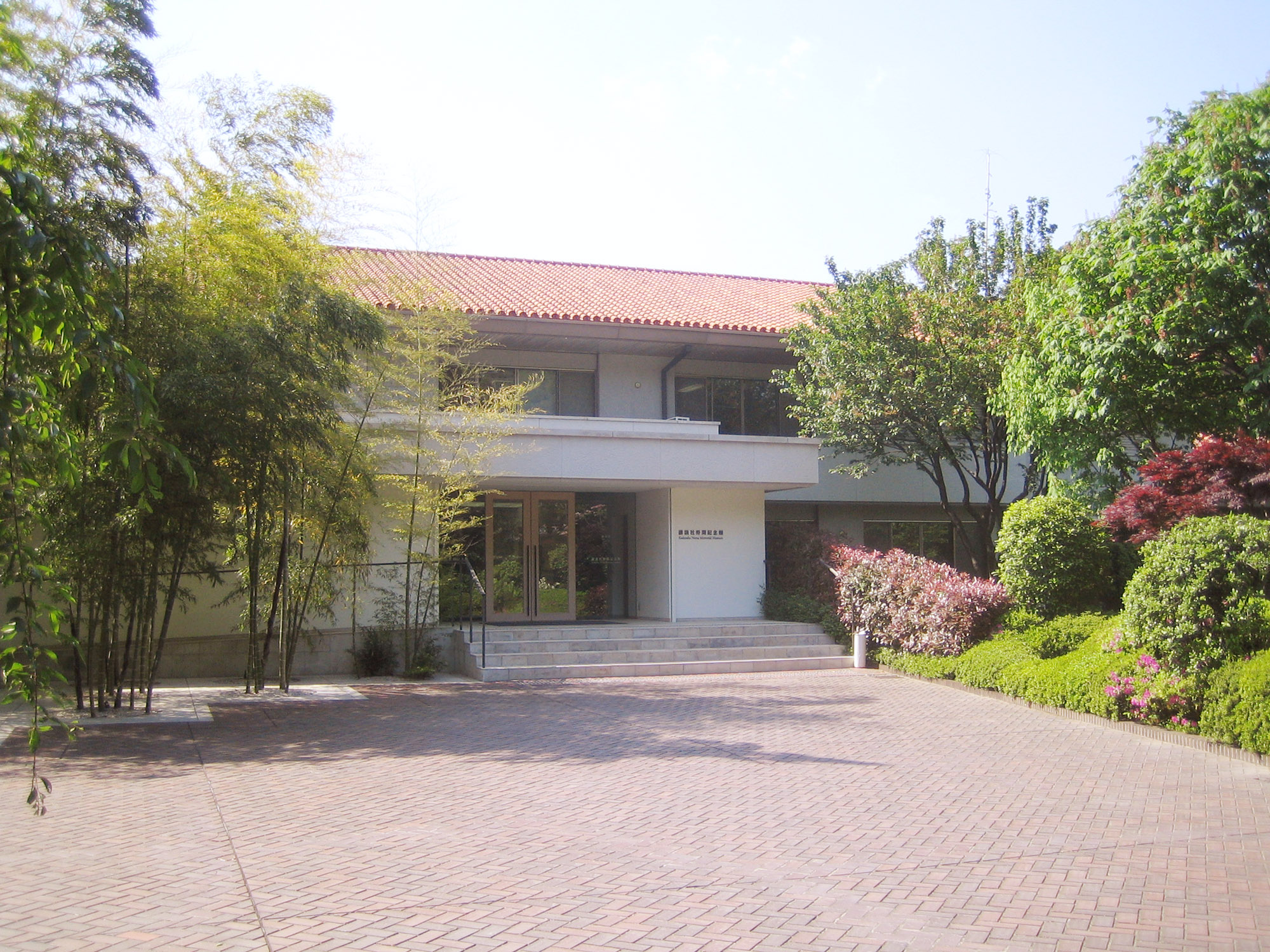
O Museu Memorial Kodansha Noma

O Museu Memorial Kodansha Noma está localizado em Bunkyō, bairro de Tóquio. Sua coleção inclui objetos de belas artes japoneses.
O museu foi aberto em abril de 2000, a fim de comemorar o aniversário de 90 anos do fundador da maior editora do país, a Kodansha. Antes disso, foi a residência da ex-presidente da Kodansha, Sawako Noma, bisneta do fundador, Seiji Noma. Uma das exibições do museu é a Coleção Noma de Arte Japonesa, que contém trabalhos feitos por Kawai Gyokudō, Uemura Shōen, Kiyokata Kaburagi, entre outros.